# Сангушко, Юзеф Паулин
Юзеф Паулин Ян Адам Сангу́шко (пол. Józef Paulin Sanguszko, 20 июня 1740, Кольбушова — 12 мая 1781, Краковец) — государственный и военный деятель Великого княжества Литовского, маршалок надворный литовский (1760—1768) и маршалок великий литовский (1768—1781). Староста кременецкий и черкасский. Имел дворцы в Минске и Гродно.

## Биография
Происходил из княжеского рода Сангушек. Старший сын маршалка великого литовского и ордината острожского, князя Павла Кароля Сангушко, от третьего брака с Барбарой Урсулой Дуниной. Имел братьев Януша Александра, Януша Модеста и Иеронима Януша.
В 1754 году князь Юзеф Паулин Сангушко был избран послом на вальный сейм. В 1760 году был назначен маршалком надворным литовским. В сейме 1767—1768 годах представил проект реформы Речи Посполитой. В 1768 году получил должность маршалка великого литовского.
В 1764 году князь Юзеф Паулин Сангушко, сторонник магнатской группировки «Фамилии», поддержал избрание Станислава Понятовского на польский королевский престол. В 1771 году тайно присоединился к Барской конфедерации.
В 1763 году стал кавалером ордена Белого Орла.

## Семья
В 1774 году женился на Анне Цетнер (1764—1814), дочери воеводы белзского, графа Игнацы Цетнера (1728—1800) и Людвики Потоцкой, от брака с которой имел единственного сына — Романа (1775—1790).